# Harzweg 11 (Quedlinburg)

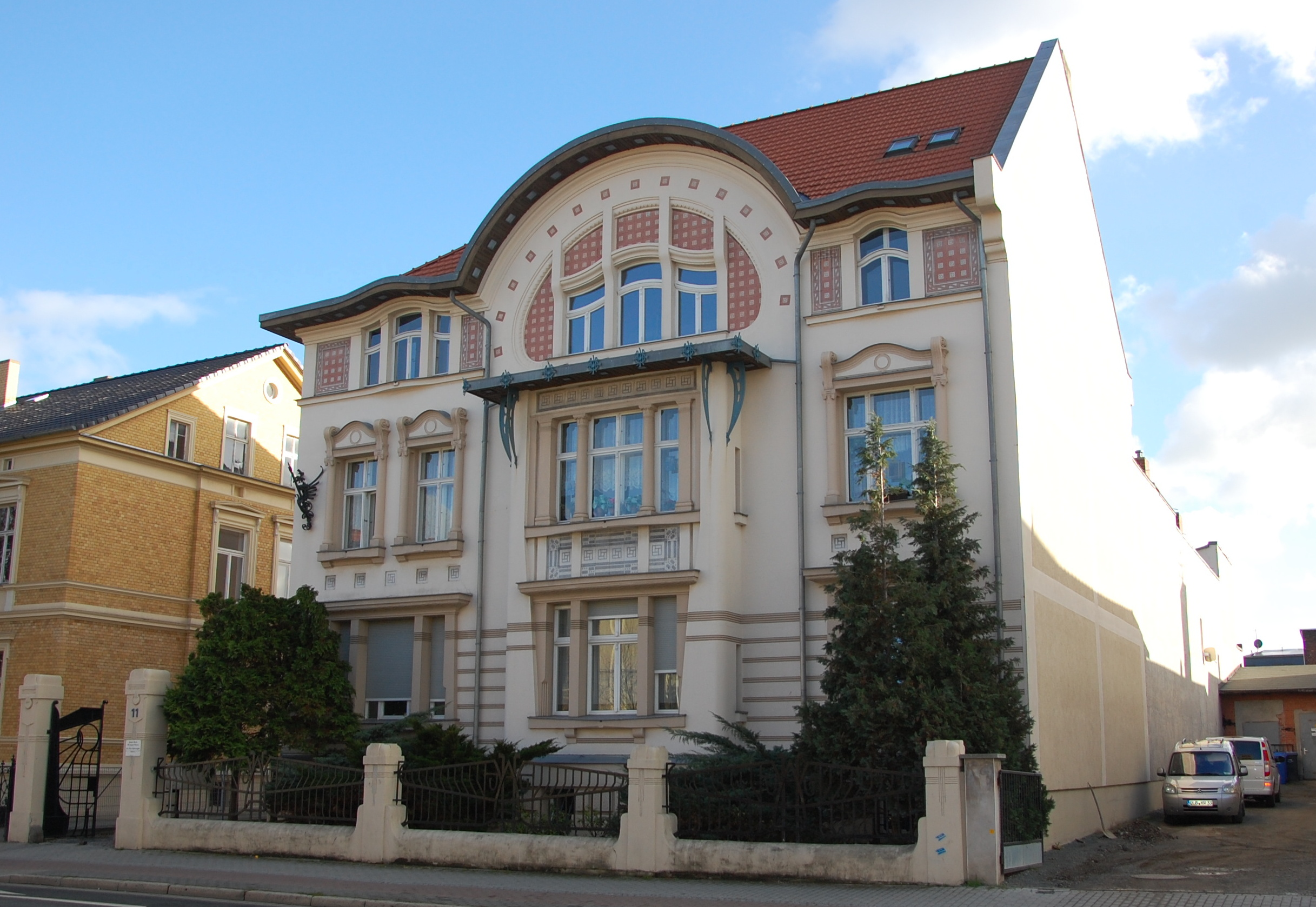
Harzweg 11

Das Haus Harzweg 11 ist ein denkmalgeschütztes Gebäude in Quedlinburg in Sachsen-Anhalt.

## Lage
Das im Quedlinburger Denkmalverzeichnis als Wohnhaus eingetragene Gebäude befindet sich südlich der Quedlinburger Altstadt auf der Südseite des Harzwegs.

## Architektur und Geschichte
Das in massiver Bauweise errichtete Gebäude entstand im Jahr 1906 nach einem Entwurf des Architekten Max Schneck. Die nicht symmetrische Fassade ist in Formen des Jugendstils gestaltet. Das Gebäude gilt als einer der gelungensten Jugendstilbauten der Stadt. Markant ist der geschwungene Giebel. Vermutlich war ursprünglich auf der Westseite ein ähnlich gestalteter Erweiterungsbau vorgesehen, der jedoch nicht zur Ausführung kam.
Die Grundstückseinfriedung orientiert sich am Baustil des Hauses.